# Centros de enfriamiento

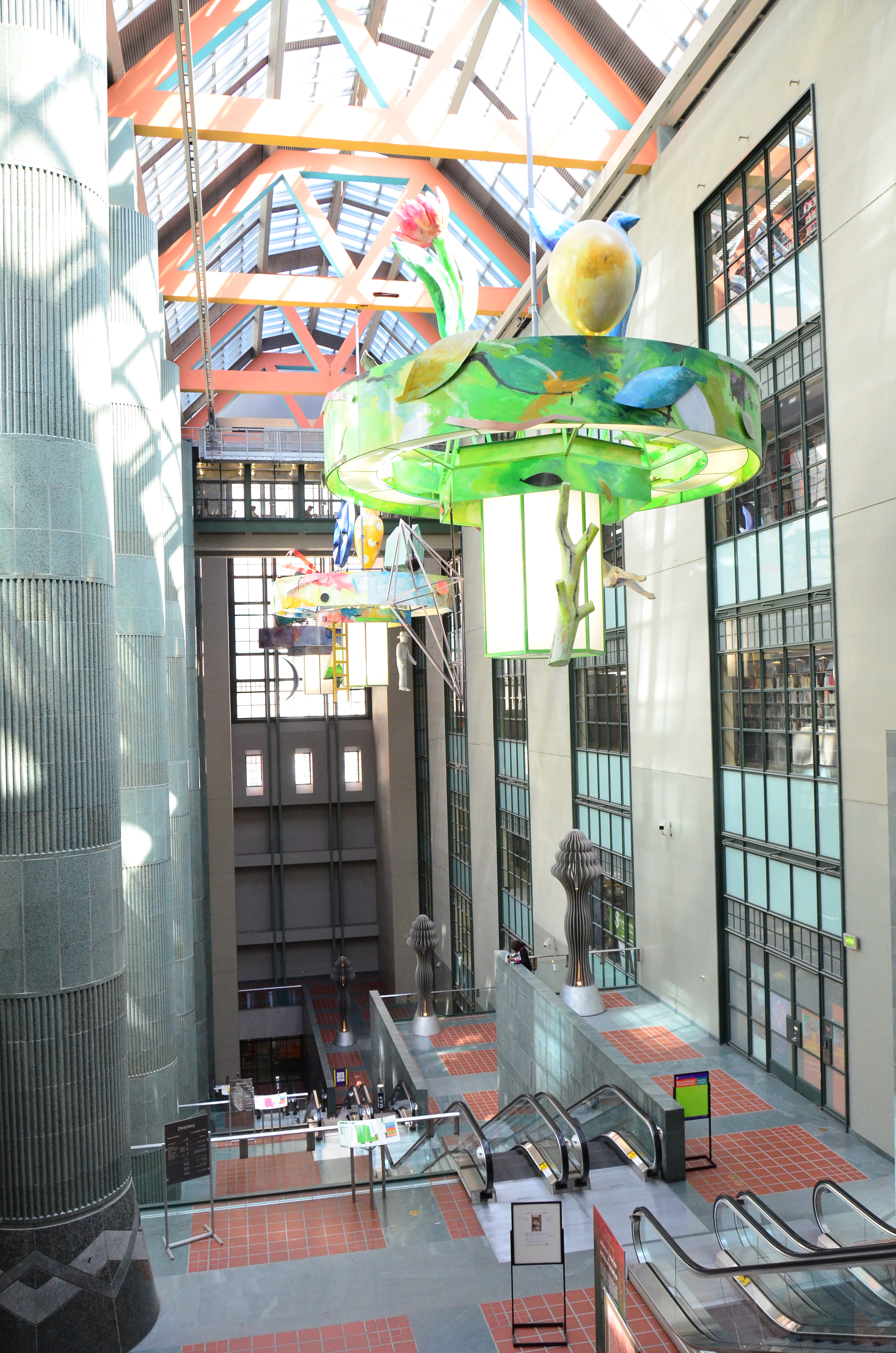
Biblioteca Central de Los Ángeles, un centro de enfriamiento designado.

Un centro de enfriamiento es un espacio público o privado con aire acondicionado para hacer frente temporalmente a los efectos adversos para la salud de las condiciones climáticas de calor extremo, como las causadas por olas de calor. Los centros de refrigeración son una de las posibles estrategias de mitigación para evitar la hipertermia provocada por el calor, la humedad y la mala calidad del aire.
A medida que el peligro de las olas de calor ha aumentado en la conciencia pública, los centros de enfriamiento se utilizan cada vez más en ciudades más grandes como Los Ángeles, Nueva York, Chicago, Boston, y Toronto, así como en áreas urbanas pobladas. Los centros de enfriamiento también se pueden usar en lugares como Portland y Seattle donde tener un aire acondicionado en el hogar es inusual pero el verano puede traer temperaturas superiores a los 32 °C durante varios días. De manera similar, durante la ola de calor de 2018 y los incendios que llegaron al norte de Escandinavia, un supermercado en Finlandia se utilizó temporalmente como centro de enfriamiento.
Como varios estudios han proyectado olas de calor más intensas, más frecuentes y más duraderas en el futuro, muchos gobiernos estatales y federales en los EE. UU. incluirían centros de enfriamiento como parte de su estrategia de adaptación al calor y sistema de advertencia.

## Organización y propiedad

### Formal
En general, los centros de enfriamiento formales u oficiales son implementados y operados por una variedad de actores locales, como municipios, departamentos de bomberos, agencias del condado y organizaciones sin fines de lucro. Por lo general, están ubicados en múltiples ubicaciones en un municipio, como bibliotecas públicas, centros comunitarios, centros para personas mayores y estaciones de policía. Otra medida de salud que a veces se toma durante las olas de calor es extender el horario de atención en las playas y piscinas públicas.
Los centros de enfriamiento brindan sombra, agua y baños; también se puede ofrecer atención médica y remisiones a servicios sociales. Sus servicios están dirigidos a personas sin hogar, personas sin acceso a aire acondicionado adecuado y poblaciones en riesgo como ancianos, niños y personas con discapacidad mental o condiciones médicas crónicas.

### Informal

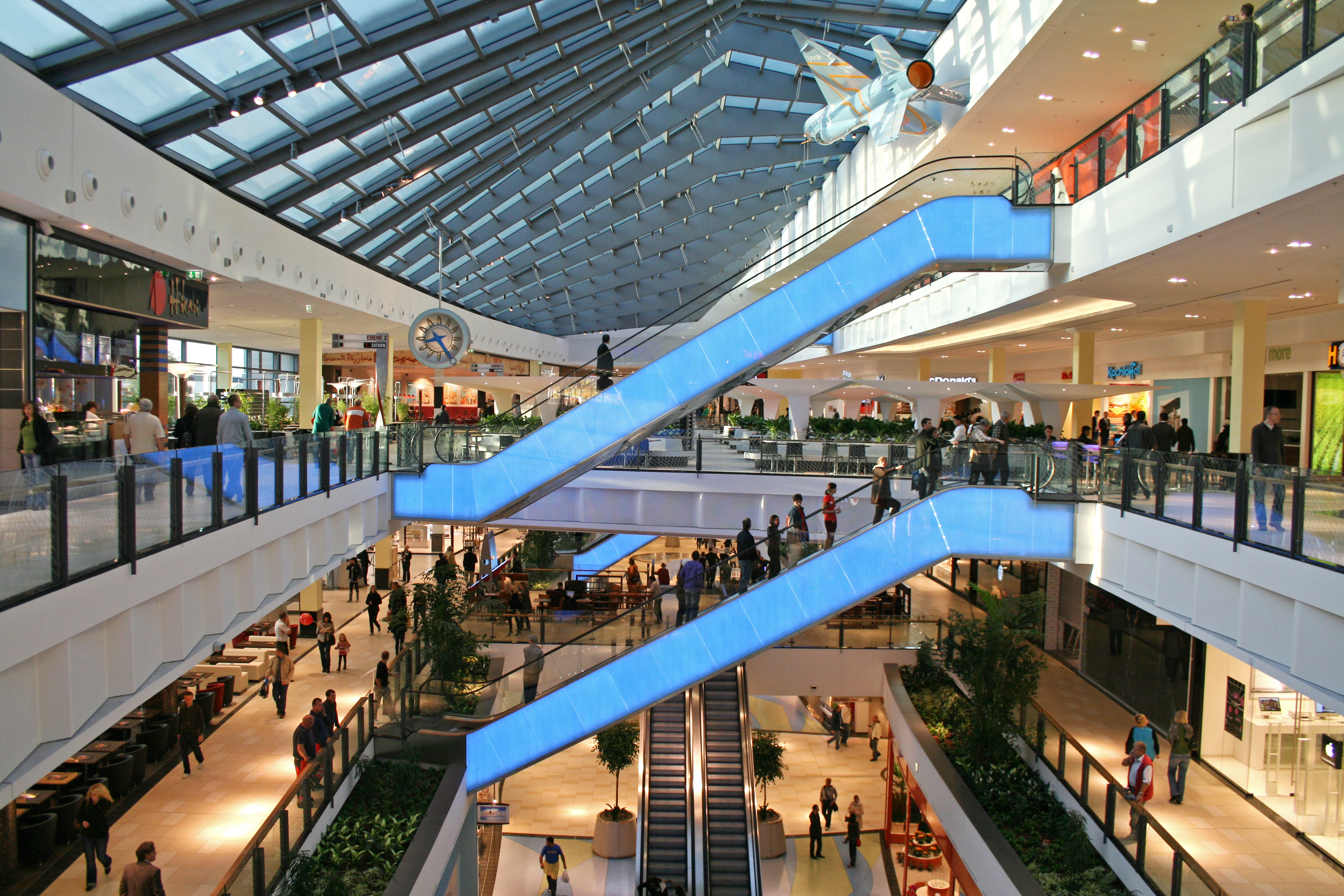
Las personas han utilizado los centros comerciales como centros de enfriamiento informales durante los eventos de calor extremo.

Los centros de enfriamiento informales son lugares como centros comerciales, mercados, piscinas, centros de recreación o negocios que las personas usan durante el calor extremo. Un estudio de la Universidad de California en Los Ángeles publicado en línea en enero de 2023 en la revista Applied Geography analizó datos de teléfonos inteligentes para examinar cómo se usaban los centros de refrigeración formales e informales en el condado de Los Ángeles. Los investigadores encontraron que, en general, alrededor del 20% de la población usaba centros de enfriamiento. De la población que usó centros de enfriamiento, el 90% usó 610 centros comerciales y otros centros de enfriamiento informales en el estudio en lugar de los centros de enfriamiento del condado, que usaron el 10% restante.